# Europees kampioenschap voetbal 2008 (Groep D) Zweden - Spanje
Dit artikel gaat over de wedstrijd in de groepsfase in groep D tussen Zweden en Spanje gespeeld op 14 juni 2008 tijdens het Europees kampioenschap voetbal 2008.

## Voorafgaand aan de wedstrijd
Zweden en Spanje hadden beide hun eerste groepswedstrijd gewonnen.

## Wedstrijdgegevens

De basisopstellingen van beide landen.

| Datum                | 14 juni 2008                | 14 juni 2008                |
| Stadion              | Tivoli Neu, Innsbruck       | Tivoli Neu, Innsbruck       |
| Toeschouwers         | 30.000                      | 30.000                      |
| Scheidsrechter       | Pieter Vink                 | Pieter Vink                 |
| Assistenten          | Adriaan Inia Hans ten Hoove | Adriaan Inia Hans ten Hoove |
| Vierde man           | Craig Thomson               | Craig Thomson               |
| Man van de wedstrijd | David Villa                 | David Villa                 |
|                      | Zweden                      | Spanje                      |
| Doelpunten           | 1                           | 2                           |
| Gele kaarten         | 1                           | 1                           |
| Rode kaarten         | 0                           | 0                           |
| Wissels              | 3                           | 3                           |
| Schoten op doel      | 3                           | 11                          |
| Schoten naast doel   | 6                           | 4                           |
| Overtredingen        | 20                          | 15                          |
| Hoekschoppen         | 0                           | 7                           |
| Buitenspel           | 2                           | 1                           |
| Vrije trappen        | 16                          | 22                          |
| Strafschoppen        | 0                           | 0                           |
| Balbezit (tijd)      | 26' 56                      | 44' 47                      |
| Balbezit (%)         | 36                          | 64                          |

| Zweden | 1 – 2           | Spanje |
| Zlatan Ibrahimović 34' | goals (assists) | 15' Fernando Torres 90+2' David Villa |
| Lars Lagerbäck | bondscoach      | Luis Aragonés |
| Andreas Isaksson Mikael Nilsson Olof Mellberg Petter Hansson Fredrik Stoor Anders Svensson Fredrik Ljungberg Zlatan Ibrahimović 46' Johan Elmander 79' Henrik Larsson 87' Daniel Andersson | opstellingen    | Iker Casillas Carlos Marchena 24' Carles Puyol 59' Andrés Iniesta David Villa 58' Xavi Hernández Fernando Torres Joan Capdevila Sergio Ramos Marcos Senna Silva |
| Kim Källström 87' Sebastian Larsson 79' Markus Rosenberg 46' | wissels         | 24' Raúl Albiol 58' Cesc Fàbregas 59' Santi Cazorla |
| Anders Svensson 55' | gele kaarten    | 53' Carlos Marchena |
| | rode kaarten    | |

## Trivia
- Met zijn goal in blessuretijd heeft David Villa een Spaans record gevestigd. Na zijn drie goals tegen Rusland heeft hij nu vier doelpunten op een Europees kampioenschap voetbal mannen gescoord. Het oude record stond op naam van Alfonso Pérez Muñoz die in 1996 en 2000 acht wedstrijden nodig had om drie doelpunten te scoren. Villa had slechts twee wedstrijden nodig voor zijn record.[1]

## Overzicht van wedstrijden
| Groepswedstrijden | | | |
| Groep A | Groep B | Groep C | Groep D |
| Zwitserland - Tsjechië Portugal - Turkije Tsjechië - Portugal Zwitserland - Turkije Zwitserland - Portugal Turkije - Tsjechië | Oostenrijk - Kroatië Duitsland - Polen Kroatië - Duitsland Oostenrijk - Polen Oostenrijk - Duitsland Polen - Kroatië | Roemenië - Frankrijk Nederland - Italië Italië - Roemenië Nederland - Frankrijk Nederland - Roemenië Frankrijk - Italië | Spanje - Rusland Griekenland - Zweden Zweden - Spanje Griekenland - Rusland Griekenland - Spanje Rusland - Zweden |
| Kwartfinales | | | |
| Portugal - Duitsland | Kroatië - Turkije | Nederland - Rusland | Spanje - Italië                                                                                                   |
| Halve finales | | | |
| Duitsland - Turkije | Duitsland - Turkije                                                                                                  | Rusland - Spanje | Rusland - Spanje                                                                                                  |
| Finale | | | |
| Duitsland - Spanje | | | |